# Georges Devereux
Georges Devereux (Lugoj, actual Rumanía, 13 de septiembre de 1908 - París, 28 de mayo de 1985) es el nombre adoptado a partir de 1932 por Győrgy Dobó, psicoanalista y etnólogo de origen húngaro, promotor del etnopsicoanálisis.

## Biografía
Hijo de madre alemana y padre húngaro, ambos judíos, Devereux creció en un ambiente cosmopolita y multilingüe. Desde pequeño, se manejó con soltura en cuatro idiomas (húngaro, rumano, alemán y francés). Era el menor de tres hermanos, el mayor de los cuales se suicidó durante la adolescencia. Desde pequeño, demostró talento como compositor y pianista.  En 1926 se trasladó a París, donde frecuentó los círculos literarios,  y en cuya universidad fue alumno de Marie Curie. Después, abandonó la física y química en favor de la lingüística, inscribiéndose en la Escuela de Lenguas Orientales. Las enseñanzas de Marcel Mauss y Lucien Lévy-Bruhl lo encaminaron hacia la antropología, campo en el que destacó precozmente: en 1932 publica sus primeros artículos en American Anthropologist, revista señera en su campo. Ese mismo año cambia su nombre húngaro, Gyorgi Dobo, por Georges Devereux y adopta la fe católica.
En 1935 realizó su primer trabajo de campo entre los indios mojave de Arizona. Después, convivió con los Sedang-Hoi de Indochina. Durante varios años, dio clases en la Universidad de Berkeley (California). Tras la Segunda Guerra Mundial, se puso en tratamiento con el analista Marc Schlumberger y se afilió a varias asociaciones de psicoanalistas. De vuelta a Francia en 1964 trabajó como director de estudios en la École Pratique des Hautes Études por recomendación de Claude Lévi-Strauss. 
Murió en 1985 en París. Sus cenizas fueron espacidas conforme a los rituales funerarios mojaves en  Parker.

## Temas característicos
Devereux tenía un interés especial por la cultura griega. Entre sus trabajos dedicados a esta área destacan su análisis de Baubo (Devereux 1984) y su lectura psicoanalítica del mito de Edipo, cuya ceguera voluntaria interpretó como metáfora de la castración. Dedicó también un libro al análisis psicoanalítico de los sueños que aparecen en las tragedias griegas. Como Roger Caillois, defendió el ideal democrático de Atenas frente al militarista de Esparta. 
Su trabajo de campo con los indios mojave cristalizó en su obra de 1961 Etnopsiquiatría de los indios mojave. En otra de sus obras, Etnopsicoanálisis complementarista de 1972, defendió que los fenómenos humanos debían analizarse desde dos perspectivas complementarias: por una parte, la del sociólogo o etnólogo que observa desde fuera la conducta de las personas; por otra, la del psicoanalista que analiza la psique de los sujetos para comprender sus conflictos y motivaciones.  
Su doble faceta de etnólogo y psicoanalista, que pone a prueba los planteamientos freudianos en culturas no occidentales, aproxima su figura a la del también húngaro Géza Róheim. Les separa su posición ante Melanie Klein, cuyas tesis rechazaba Devereux, y aceptaba Róheim.

## Publicaciones (en español)
- Ensayos de etnopsiquiatría general, tr. Francisco Monge, Barcelona: Barral, 1973.
- Etnopsicoanálisis complementarista, tr. Flora Setaro, Buenos Aires : Amorrortu Editores, 1975.
- De la ansiedad al método en las ciencias  del comportamiento, tr.  Félix Blanco, México D.F.: Siglo XXI, 1977.
- Baubo. La vulva mítica, tr. Eva del Campo, Barcelona: Icaria, 1984.
- Mujer y  mito, tr. Enrique Lombera Pallares, México D.F.: Fondo de Cultura  Económica, 1989.